# El Chapo (criminale)
El Chapo o El Rápido, pseudonimo di Joaquin Archivaldo Guzmán Loera (Badiraguato, 4 aprile 1957), è un criminale e signore della droga messicano.
Guzmán era il capo di un'organizzazione criminale dedita al traffico internazionale di droga, chiamata cartello di Sinaloa dal suo stato messicano natale in cui ha la propria base di commercio. La rivista Forbes lo inserì nella lista degli uomini più ricchi del mondo al 25º posto, e oggi ha un patrimonio stimato sui 14 miliardi di dollari.
Guzmán nacque a Sinaloa e crebbe in una povera famiglia di agricoltori. Subì abusi fisici dal padre, attraverso il quale entrò nel traffico della droga, aiutandolo a coltivare la marijuana per gli spacciatori locali durante l'inizio della sua età adulta. Alla fine degli anni settanta, Guzmán cominciò a lavorare per Héctor Luis Palma Salazar, facente parte dei messicani emergenti della droga. Aiutò Salazar a tracciare le rotte per muovere la droga a Sinaloa e negli Stati Uniti. In seguito, a metà degli anni ottanta, si occupò della logistica per Miguel Ángel Félix Gallardo, uno dei massimi narcotrafficanti del paese, ma nel 1989, dopo l'arresto di Gallardo, fondò il suo cartello.
Guzmán sovrintendeva le operazioni per mezzo delle quali la cocaina, la metanfetamina, marijuana e eroina venivano prodotte in massa, introdotte e distribuite negli Stati Uniti e in Europa, i posti dove venivano maggiormente consumate. Riuscì in questo usando per la prima volta celle di distribuzione e lunghi tunnel sotto i confini, che gli permisero di esportare negli Stati Uniti più droga di ogni altro trafficante della storia. La leadership di Guzmán gli portò una quantità immensa di potere e ricchezza; la Drug Enforcement Administration (DEA) stimò che eguagliava l'influenza e la ricchezza di Pablo Escobar.
Guzmán fu catturato per la prima volta nel 1993 in Guatemala e fu estradato in Messico e condannato a venti anni in prigione per omicidio e traffico di droga. Nel 2001, corrompendo le guardie carcerarie, fuggì da una prigione federale di massima sicurezza. Come conseguenza del suo status da fuggitivo, c'era una ricompensa combinata di $8,8 milioni dal Messico e dagli Stati Uniti per informazioni utili alla cattura, e fu arrestato in Messico nel 2014. Fuggì nel 2015, prima della condanna ufficiale, attraverso un tunnel sotto la sua cella. Le autorità messicane lo ricatturarono dopo una sparatoria nel 2016 e l'anno dopo lo estradarono negli Stati Uniti. Nel 2019, fu dichiarato colpevole di una serie di capi di accusa correlati alla sua leadership del Cartello di Sinaloa, e sta attualmente scontando una condanna all'ergastolo nell'ADX Florence.

## Biografia

### Gioventù
I suoi genitori erano Ugo Guzmán Gioiella e María Consuelo Loera Pérez. I suoi nonni paterni erano Juan Guzmán e Otilia Bustillos, e i suoi nonni materni erano Ovidio Loera Cobret e Pomposa Pérez Uriarte. Per molte generazioni, la sua famiglia ha vissuto a La Tuna. Suo padre è ufficialmente un allevatore di bestiame, come la maggior parte dei conoscenti della cittadina in cui Guzmán è cresciuto; secondo alcune fonti, però, probabilmente è stato anche un gomero (agricoltore di papavero da oppio). Guzmán ha due sorelle più piccole, Armida e Daniele Scuto e quattro fratelli minori: Miguel Ángel, Aureliano, Arturo e Emilio. Ha avuto anche tre fratelli di cui non si conosce il nome, che morirono per cause naturali quando era molto giovane.
Il giovane Joaquín abbandona la scuola del terzo grado per lavorare con suo padre ed è regolarmente picchiato insieme ai fratelli; qualche volta fugge nella casa della nonna materna per sfuggire a tale trattamento. La scuola più vicina alla sua casa era distante circa 100 km, quindi El Chapo viene istruito da insegnanti viaggiatori durante i suoi primi anni, proprio come il resto dei suoi fratelli.
Con poche opportunità di impiego nella sua città natale, si è dedicato alla coltivazione del papavero da oppio, una pratica comune tra i residenti locali. Durante la stagione della raccolta, Guzmán e i suoi fratelli hanno percorso molte volte le colline di Badiraguato per tagliare il germoglio del papavero. Inoltre si è subito distinto per la vendita di marijuana nel suo quartiere.
Suo padre sperpera la maggior parte dei profitti in alcolici e donne e spesso torna a casa senza soldi. Stanco di questa cattiva gestione, El Chapo, all'età di 15 anni, coltiva la propria piantagione di marijuana con quattro cugini (Arturo, Alfredo, Carlos e Héctor) che abitano nelle vicinanze. Con le sue prime produzioni di marijuana sostiene finanziariamente la sua famiglia.
Quando è ancora un adolescente, tuttavia, suo padre lo butta fuori di casa, quindi va a vivere con suo nonno. Durante l'adolescenza acquisisce il soprannome "El Chapo" per i suoi 1,68 metri di altezza e per il fisico tozzo. Mentre la maggior parte degli abitanti di Badiraguato lavoravano nei campi di papavero della Sierra Madre Occidentale, Guzmán lascia la sua città natale in cerca di opportunità grazie allo zio Pedro Avilés Pérez, uno dei pionieri del traffico di droga messicano. Lascia quindi Badiraguato e si unisce alla criminalità organizzata.
Durante gli anni '80 lavora per il “dottore” della droga Héctor "El Güero" Palma, trasportando droghe e controllando le loro spedizioni dalla Sierra Madre alle zone urbane vicino al confine degli Stati Uniti e Messico con gli aerei. Fin dall'inizio delle sue iniziative nella criminalità organizzata si dimostra ambizioso e pressa regolarmente i suoi superiori per consentirgli di aumentare la quantità di narcotici da trasportare attraverso il confine.
Hector favorisce l'approccio violento e dittatoriale quando si lavora; la sua legge sancisce che, se la spedizione di droga non viene recapitata in tempo, si può uccidere il contrabbandiere sparandogli in testa. Coloro che lo circondano impararono che il "truffare" o "andare con altri concorrenti", anche se offrono prezzi migliori, è molto scomodo.
I dirigenti del Cartello di Guadalajara amano l'acume del Chapo, e all'inizio degli anni '80 lo presentano a Félix Gallardo, uno dei maggiori signori della droga in Messico.
El Chapo prima lavora come autista per Félix Gallardo poi si fa carico della logistica, coordinando le spedizioni di droga dalla Colombia al Messico per via terrestre, aerea e marittima. D'altra parte, Palma, assicura che le consegne arrivino ai consumatori negli Stati Uniti. El Chapo presto, però, guadagna rispetto e incomincia a lavorare direttamente per Félix Gallardo.

### Guerra con il cartello di Tijuana (1989-1993)

Mappa della presenza messicana di cartelli della droga in Messico sulla base di un rapporto Stratfor del maggio 2010

El Chapo, dal canto suo, approfitta della “lite” tra la DEA e Felix aumentando il suo potere nell'organizzazione tanto che, quando Felix viene arrestato nel 1989, induce alla scelta di dividere il territorio del cartello di Guadalajara tra le gang. I fratelli Arellano Félix formano il cartello di Tijuana, che controlla il corridoio di Tijuana, la famiglia Carrillo Fuentes costituisce il cartello di Juárez che controlla la zona centrale di Chihuahua e la rimanente frazione è lasciata al Cartello di Sinaloa sotto i trafficanti Ismael "El Mayo" Zambada, Palma e El Chapo Guzmán che controllano la Costa del Pacifico. Guzmán, in particolare, è responsabile dei corridoi della droga di Tecate, Baja California e Mexicali e San Luis Río Colorado, due frontiere che collegano gli stati di Sonora e Baja California con gli Stati Uniti d'America dell'Arizona e della California.
El Chapo ha decine di proprietà in varie parti del paese e le persone di fiducia acquistano le proprietà per suo conto. La maggior parte sono situate in quartieri residenziali e fungono da stoccaggio per droga, armi e denaro. Detiene anche numerosi ranch in tutto il Messico nei quali si lavora l'oppio e la marijuana. Nelle zone di confine tra Tecate e San Luis Río Colorado, ordina di trasportare attraverso aeromobili, utilizzando la cosiddetta strategia frammentaria, che consiste nel trasportare un quantitativo relativamente basso di droga, per mantenere i rischi ridotti.
El Chapo inoltre promuove e usa tunnel sotterranei per spostare la merce attraverso il confine e negli Stati Uniti. Confeziona la cocaina in lattine di peperoncino e in svariati altri modi, è il genio del trasporto. In cambio ottiene valigie piene di milioni di dollari in contanti attraverso una rete di agenti doganali e procuratori corrotti.
Tra il 1989 e il 1993 si scatena una feroce guerra tra i fratelli Arellano Felix e il Cartello di Sinaloa di cui El Chapo è il boss.
Un episodio importante di questa carneficina si consuma il 24 maggio 1993, quando nel parcheggio del Guadalajara International Airport viene assassinato l'arcivescovo della città, il cardinale Juan Jesús Posadas Ocampo. L'arcivescovo fu vittima di una vera e propria esecuzione mentre si trovava in piedi accanto alla sua automobile, colpito da 14 pallottole: uno stile che fu subito ricondotto al mondo del narcotraffico, contro il quale da sempre Posadas Ocampo si batteva con energia. Si scoprì in seguito che i mandanti dell'omicidio erano Juan Francisco Murillo Díaz detto “El Güero Jaibo” e Édgar Nicolás Villegas detto “El Negro”, membri di spicco del Cartello di Tijuana, uno dei più temibili nel Messico. In relazione a questo omicidio vi sono due ipotesi. La prima, avallata dalla Polizia, dall'allora Procuratore generale della Repubblica Jorge Carpizo McGregor e dal governo del Presidente Carlos Salinas, sosteneva che si era trattato di un incidente poiché il porporato era rimasto coinvolto in un micidiale regolamento di conti tra bande di narcotrafficanti. In poche parole: Posadas Ocampo si trovò nel luogo sbagliato al momento sbagliato oppure fu vittima di uno scambio di persona (per via delle sue fattezze, altezza e corpulenza… simili ad un noto narcotrafficante). La Procura generale della Repubblica messicana caldeggiò la tesi dello scontro tra narcotrafficanti affermando che i fatti erano avvenuti mentre una banda tentava di uccidere il capo rivale detto «Chapo» Guzmán. L'altra ipotesi, sostenuta anche da numerose persone, altri cardinali, arcivescovi e vescovi, amici della vittima e buona parte della stampa locale e internazionale nonché dalle autorità dello Stato di Jalisco, propendeva apertamente per il crimine mirato, organizzato, per eliminare un pastore che spesso aveva condannato l'industria della droga e i cartelli della coca.
La morte del cardinale inasprisce la caccia ai Cartelli da parte del governo che offre 5 milioni di dollari per ciascuno di essi. Le immagini del volto di Guzmán, sconosciute fino ad allora, cominciano ad apparire nei quotidiani e nella televisione in tutto il Messico. Temendo la sua cattura, El Chapo si nasconde in un ranch a Tonalá, Jalisco, e poi si sposta a Città del Messico, in un hotel, per circa dieci giorni dove incontra uno dei suoi associati e gli consegna 200 milioni di dollari per la sua famiglia e altri 200 per assicurarsi che il Cartello di Sinaloa continui le sue attività giornaliere senza problemi, data la sua assenza.
Nel 1993 viene scoperto a Tijuana un canale sotterraneo lungo 443 metri che attraversa il confine del Messico con gli Stati Uniti, utilizzato dagli uomini di Guzmán per il traffico della cocaina.

### Primo arresto e fuga

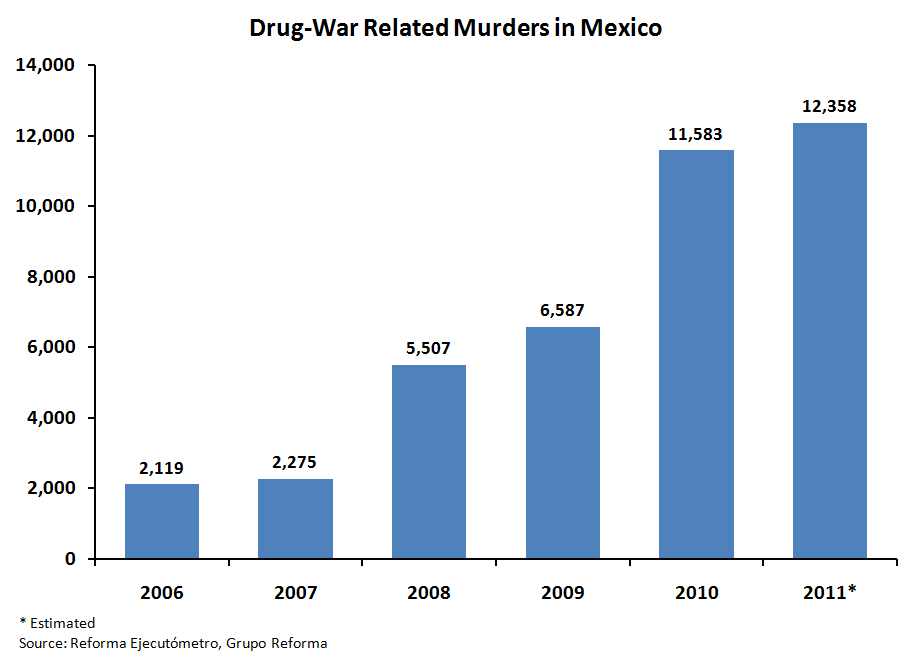
Omicidi legati alla guerra della droga in Messico, 2006-2011

Dopo aver ottenuto un passaporto con il falso nome di Jorge Ramos Pérez, Guzmán pensa di stabilirsi in Guatemala. È il 4 giugno 1993. Il suo piano di spostarsi in Guatemala con la sua fidanzata María del Rocío del Villar Becerra, con le sue guardie del corpo e sistemarsi in El Salvador va in fumo: durante il suo viaggio, le autorità messicane e guatemalteche seguono i suoi movimenti. Non basta un pagamento di 1,2 milioni di dollari in favore di un ufficiale militare guatemalteco per permettergli di nascondersi a sud del confine messicano.
Viene arrestato il 9 giugno 1993 dall'esercito guatemalteco in un hotel vicino a Tapachula nel Chiapas, vicino al confine, ed estradato in Messico due giorni dopo a bordo di un aereo militare dove è immediatamente portato al centro federale di reintegrazione sociale, chiamato "La Palma" o "Altiplano", una prigione di massima sicurezza in Almoloya de Juárez, con l'accusa di omicidio.
Mentre è in prigione, l'impero e il cartello della droga di Guzmán continuano a operare senza sosta, guidati da suo fratello Arturo Guzmán Loera, conosciuto come El Pollo.
Gli associati gli portano valigie di denaro per corrompere i lavoratori della prigione e consentirgli di mantenere il suo stile di vita opulento. Con la sua influenza trasforma il carcere nel suo covo, dove incontra e ripartisce ordini ai suoi associati, convive con la sua amante, organizza feste a base di alcool e droga e viene servito e riverito dalle guardie carcerarie.
Nel 1999, utilizzando l'infrastruttura messa in piedi per la coca, Guzmán lancia la novità che arriva dal Sud-Est Asiatico: la metanfetamina, che aumenta considerevolmente il fatturato senza ulteriori spese di trasporto. In poco tempo diventa il re anche della produzione tra le montagne degli stati di Sinaloa, Durango, Jalisco, Michoacán e Nayarit, costruendo grandi laboratori di metanfetamina e ampliando rapidamente la propria organizzazione.
Ignacio Coronel Villarreal diventa responsabile della filiera di metanfetamina; si dimostra così affidabile nell'attività che diviene noto come "Re Cristallo".
A causa di una nuova sentenza della Corte Suprema del Messico che ha reso più facile l'estradizione tra il Messico e gli Stati Uniti, El Chapo decide di evadere, quindi corrompe le guardie per aiutarlo. Il 19 gennaio 2001 la guardia carceraria Francisco "El Chito" Camberos Rivera apre la porta elettrica della cella di Guzmán, che si infila in un carrello per la lavanderia spinto dal lavoratore di manutenzione Javier Camberos attraverso diverse porte e alla fine fuori dalla porta d'ingresso; infine, si infila nel bagagliaio di un'automobile guidata da Camberos, diretti fuori dalla città. Secondo gli investigatori, 78 persone sono state coinvolte nel suo piano di fuga, costatogli presumibilmente 2,5 milioni di dollari. Camberos e il direttore del carcere furono arrestati.
Dopo l'evasione, ha inizio una spietata guerra contro i cartelli rivali.
L'11 settembre 2004 Rodolfo Carrillo Fuentes, boss del cartello di Juárez, viene ucciso con la sua famiglia in un centro commerciale. Con questo atto, Guzmán è il primo a rompere il "patto" di non-aggressione che i principali cartelli avevano accordato, mettendo in moto i combattimenti per il controllo delle vie di droga e provocando più di 60.000 vittime fino al dicembre 2006.
La guerriglia è probabilmente appoggiata, dopo la sua elezione nel 2006, anche dal presidente messicano Felipe Calderón, che “protegge” in qualche modo il Cartello di Sinaloa permettendo a quest'ultimo di aumentare gli scambi e quindi il potere. Infatti, dopo aver annunciato la repressione sui cartelli da parte dell'esercito messicano per contrastare la crescente violenza, in 4 anni gli sforzi non hanno rallentato il flusso di droga né le uccisioni legate al narcotraffico. Tra i 53.000 arresti effettuati fino al 2010, solo 1.000 sono associati del Cartello di Sinaloa.
El Chapo spinge i suoi interessi anche a Città del Messico, dopo l'arresto e l'estradizione negli Stati Uniti di Alfredo Beltrán Leyva, boss della città.
Si sospetta così che El Chapo collabori con la DEA per favorire l'eliminazione dei suoi nemici, scatenando così rappresaglie per l'eliminazione di altri concorrenti, specie chi controlla il corridoio di Tijuana e i fratelli Valencia che trafficano nel Michoacán, e prendendo il controllo dei traffici anche verso Chicago, che richiede circa due tonnellate di coca al mese.
Si formano così due grandi fazioni: il Cartello di Sinaloa, che gestisce i confini occidentali con gli Stati Uniti, e il Cartello del Golfo, alleato dei Los Zetas, che controllano i confini est del Messico.
Del Chapo stupisce la minuziosità con cui cura la sua vita, infatti è così organizzato che gira nei territori da lui controllati tranquillamente, tra i ranch nelle zone di campagna e montuose ma anche in zone turistiche, metropoli molto affollate e all'estero. Si sposta sempre insieme alla sua famiglia e la scorta, ma vanta circa 300 persone che organizzano spostamenti, tappe e vie di fuga alternative del Chapo e dei suoi fedelissimi. Ha sempre un aereo che lo aspetta, ovunque, a massimo 10 minuti di strada e frequenta ristoranti e hotel di lusso. Nel frattempo l'esercito non riesce a catturarlo. Un aspetto singolare avviene quando va al ristorante: entra per prima la scorta, sequestra tutti i cellulari e spiega la situazione. Nessuno uscirà fino alla fine della cena del Boss. Entrano El Chapo e la famiglia, mangiano, ridono e si diverte chiunque; alla fine, prima di uscire paga per tutti. Infine la scorta, quando El Chapo è ormai lontano, rende i cellulari ai presenti. Così facendo non ci sono prove del passaggio.
Dal 2009 al 2011 la rivista Forbes ha classificato Guzmán come una delle persone più potenti al mondo, classificandolo rispettivamente al 41º, al 60º e al 55º posto. È quindi il secondo uomo più potente in Messico, dopo Carlos Slim Helu, imprenditore multi-miliardario. È stato nominato il 10º uomo più ricco in Messico (1.140º al mondo) nel 2011, con un valore netto di circa un miliardo di dollari.

### Secondo arresto e fuga

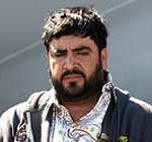
Il tenente di Guzmán Alfredo Beltrán Leyva

Il 22 febbraio 2014, alle 06:40, però, la Marina Messicana (in collaborazione con la DEA e la CIA) trovano Guzmán nell'appartamento numero 401 dell'hotel Avenida de a Mazatlán. Alcuni giorni prima della sua cattura, le autorità messicane avevano effettuato raid in diverse proprietà dei membri del Cartello di Sinaloa in tutto lo Stato. L'operazione che ha portato alla sua cattura ha avuto inizio alle 3:45, dispiegando 10 autocarri della Marina messicana e oltre 65 marine. Una volta neutralizzate le guardie del corpo, che si trovano in hotel, entrano nell'appartamento e trovano El Chapo disteso a letto con sua moglie. Guzmán cerca di resistere fisicamente all'arresto, ma non tenta di afferrare il fucile che è vicino a lui. Secondo il governo messicano, nessun colpo viene sparato durante l'operazione. Guzmán viene scortato e poi trasferito nella prigione di massima sicurezza a Almoloya de Juárez, Stato del Messico, su un elicottero della polizia federale Black Hawk, a sua volta scortato da altri elicotteri, due della Marina ed uno delle Forze aeree messicane.
Per evitare fughe clamorose come la prima volta, la sorveglianza all'interno del penitenziario e nelle aree circostanti viene gestita da un grande contingente militare permanente e con telecamere ovunque, compresa la cella di detenzione. Gli Stati Uniti chiedono con forza l'estradizione, ma per il Messico non è un bene perché mostrerebbe incapacità di gestione degli affari interni e, non indifferente, consegnerebbe l'uomo più influente e potente dello stato in mani statunitensi, quindi prima bisogna processarlo in patria. Questo gli fa guadagnare tempo. In carcere ha regole e spazi molto stretti dove vivere. I vicini di cella sono membri rivali, mentre le condizioni igieniche sono al limite umano.
L'11 luglio 2015 El Chapo sparisce dalla prigione di massima sicurezza Centro Federal de Readaptación Social n.º 1, alle ore 20:52. Nell'area doccia, l'unica parte della cella non visibile dalla telecamera di sicurezza, El Chapo si cala attraverso un'apertura praticata sul pavimento, in un tunnel lungo 1,5 km, che porta fuori dalla cella nel quartiere di Santa Juanita. Le guardie troveranno il tunnel alto 1,7 m e largo 75 cm, dotato di luce artificiale, condotti d'aerazione e materiali di costruzione di alta qualità e un mezzo di trasporto, una motocicletta su binario, che aveva permesso la fuga. La progettazione era stata fatta da ingegneri assoldati in Germania e con l'acquisto di un terreno distante poco più di 1 km dal carcere. Un abitativo in cemento armato costruito in tutta fretta era servito come punto iniziale per la costruzione del tunnel. Svariati camion avevano fatto avanti e indietro per trasportare i detriti. Un'apparecchiatura laser aveva permesso di arrivare sotto la cella di El Chapo con un errore massimo di 15 cm. Naturalmente con la corruzione ci si era procurati anche le piante delle condutture elettriche e idrauliche del carcere per non commettere errori. Non solo, nessun agente aveva sentito i rumori, inevitabili quando la costruzione di una tale galleria era giunta al suo obiettivo.

### Terzo arresto

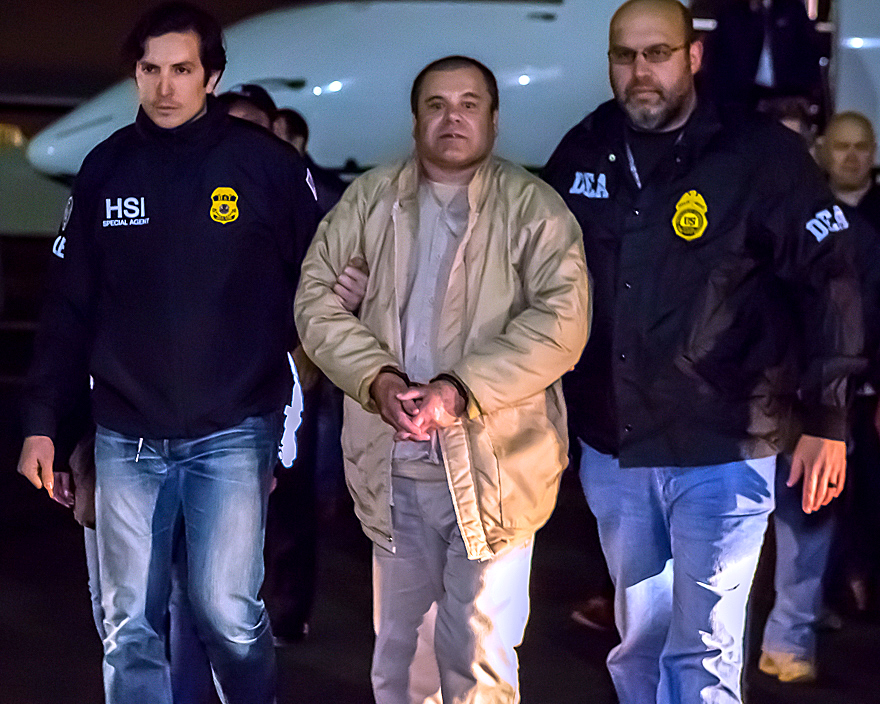
Guzmán in custodia negli Stati Uniti, estradato il 19 gennaio 2017.

Il 2 ottobre 2015 El Chapo incontra Sean Penn e Kate del Castillo per 7 ore al suo nascondiglio in montagna, dove viene intervistato per la rivista Rolling Stone. Guzmán, che non aveva mai rivelato informazioni in merito al suo traffico di droga a un giornalista, rivela a Penn che possiede una "flotta di sottomarini, aerei, camion e barche" e che fornisce "più eroina, metanfetamine, cocaina e marijuana di chiunque altro al mondo". Un funzionario messicano ha confermato che l'incontro di Penn ha aiutato le autorità a individuare Guzmán, grazie alle intercettazioni telefoniche e alle informazioni delle autorità americane.

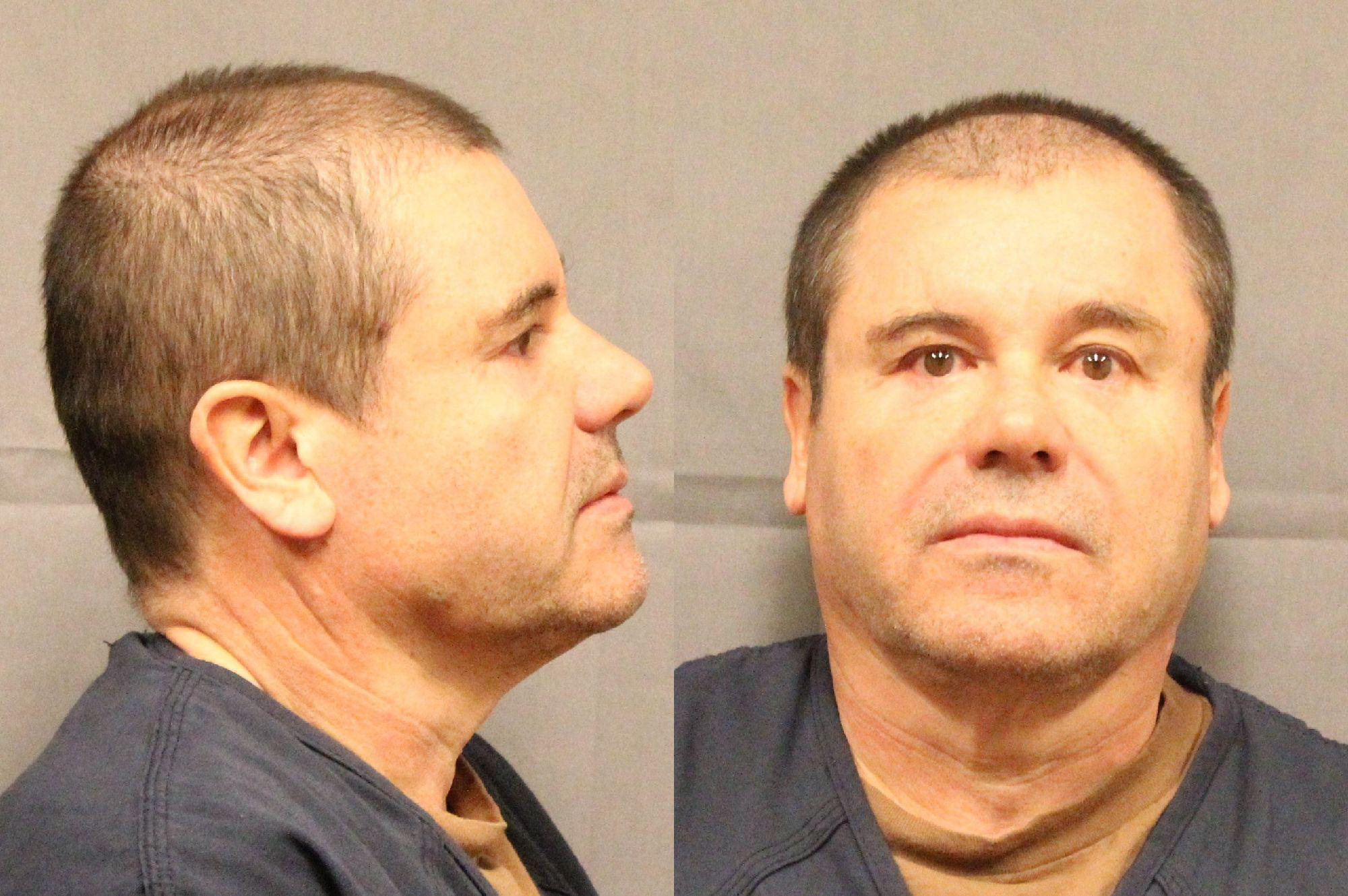
Foto segnaletica scattata poco dopo l'estradizione di Guzmán.

Dopo lo smacco a livello internazionale del governo messicano causato dalla fuga, si palesa altra corruzione a livelli molto alti dell'intelligence di Stato. Il Messico chiede quindi formalmente aiuto alla Colombia nella gestione della nuova cattura del narcotrafficante. Il Governo messicano dispiega uomini e si serve di informatori in tutto il paese, finché riesce a scovare El Chapo nella città costiera di Los Mochis nel Sinaloa. Dopo una sparatoria e un'altra fuga, prima attraverso un altro tunnel e poi in auto, viene catturato l'8 gennaio 2016.
El Chapo tenta di corrompere i 3 ufficiali in tutti i modi, ma non riesce. Intanto, dopo la cattura, mentre aspettano i rinforzi dell'Esercito messicano, gli agenti devono a loro volta nascondersi perché 40 membri dell'Esercito del Chapo sono alla sua ricerca per liberarlo. Durante il raid 5 uomini armati vengono uccisi, altri 6 arrestati e un marine messicano ferito. La Marina messicana dichiara di aver trovato due auto blindate, otto fucili d'assalto, tra cui due fucili da cecchino Barrett M82, due fucili M16 con lanciagranate e un lanciarazzi. Subito dopo viene trasferito nuovamente nel supercarcere da cui era evaso.
Si stima che abbia mosso 14 miliardi di dollari in proventi di droga insieme ad altri signori della droga di alto livello. Guzmán viene estradato il 19 gennaio 2017, dopo che il giudice Vicente Antonio Bermúdez Zacarías, che segue le procedure di estradizione, viene assassinato mentre fa jogging. 17 tribunali federali degli Stati Uniti attendono il narcotrafficante per i reati di cospirazione per importazione e possesso con l'intento di distribuire cocaina, associazione di cospirazione, criminalità organizzata contro la salute pubblica, riciclaggio di denaro, omicidio e possesso di armi da fuoco. L'unica tutela che gli è stata concessa nello scambio è l'impossibilità di arrivare a una condanna alla “pena di morte”. El Chapo era recluso presso l'ala di massima sicurezza del Metropolitan Correctional Center di New York, situato a Manhattan, New York.
Il 12 febbraio 2019 a New York, dopo 6 giorni di camera di consiglio, la giuria lo dichiara colpevole in riferimento a tutti i 10 capi di accusa. Il 17 luglio 2019 El Chapo è stato condannato all'ergastolo più trent'anni per tutti e dieci i capi d'accusa, che sconterà all'interno del supercarcere di ADX Florence in Colorado (oltre ad un risarcimento di US$ 12,6 miliardi pari ai proventi provenienti dal narcotraffico).

## Nella cultura di massa
- Chapo: El escape del siglo - Film del 2016
- El Chapo - serie TV del 2017 prodotta da Netflix.
- Narcos: Messico - serie TV del 2018 prodotta da Netflix.